# Kino Réunion
Kino Réunion est la déclinaison réunionnaise du mouvement cinématographique international, consistant à réaliser des films sans budget, dans un esprit d’entraide, de liberté et de non-compétition.

## Débuts
Pascal Benbrick, réalisateur, arrive de Paris en juillet 2003 pour mettre en place une cellule Kino à La Réunion, la première projection a lieu ce même mois au Gaumont Lacaze,.
Deux cellules kino sont créées, une au sud de l'île et la seconde au nord à Saint-Denis, seule la cellule nord qui perdure dans le temps est renommée "Kino Réunion".
En novembre 2003, l'association culturelle BeyondTrash prend le relais et bénéficie du soutien du service audiovisuel de la Direction des Affaires Culturelles de La Réunion.

## Organisation
L'activité de Kino Réunion se compose de projections mensuelles et d'ateliers de création ouverts à tous, amateurs comme professionnels.

### Les projections mensuelles
À partir de novembre 2003 le mouvement kino porté par la jeunesse dyonisienne organise les projections mensuelles à l'Université de La Réunion puis dans des lieux culturels du chef-lieu comme le Palaxa, le Cyclone Café et Les Récréateurs,.
De 2003 à 2013, près de 600 courts-métrages sont réalisés dans le concept kino sur l'île, avec une dizaine de films en moyenne par projection.

### Les kino kabarets
Les kino kabarets sont des ateliers ponctuels de création vidéo où se retrouvent sur un temps limité dans un lieu donné, cinéastes, comédiens, musiciens et autres artisans du cinéma. À chaque période de 48 heures, 72 heures ou 96 heures, les artistes proposent au public le résultat de leur travail. Le plaisir, l'entraide, le partage de connaissances et des ressources techniques sont la base des kabarets.

#### Invitation aux Kino Kabarets Internationaux dans le monde
En avril 2004, l'invitation à participer au Kino Kabaret de Montréal a permis de montrer une sélection de Kino Réunion au festival Vues d'Afrique, Les Journées du Cinéma Africain et Créole.
Les kinoïtes réunionnais sont depuis régulièrement invités par les autres cellules kino dans le monde pour participer à leurs kabarets mais également pour les encadrer. En 2017 et 2018, des kinoites réunionnais sont invités à animer avec Off-courts le Ti Kino Gasy de Madagascar.

#### Les Kino Kabarets de La Réunion
En 2006, le premier Kino Kabaret International de La Réunion est organisé au Palaxa permettant ainsi d'accueillir des kinoïtes du monde entier.
En 2007, la seconde édition est organisée à Saint-Denis et dans hauteurs de l'île à la Plaine des Cafres et Hell-Bourg.
En 2008, l'événement s'associe avec la cellule Kino de l'Île Maurice et devient le Kino Kabaret International de l'Océan Indien,.
De 2008 à 2014, deux Kino Kabarets sont organisés par an, essentiellement dans les régions reculées de l'île telles que Mafate, Bourg-Murat, Les Makes, La Plaine des Palmistes et Dos d'Âne.
L'objectif étant de permettre à tous l'accès à ces ateliers de création vidéo dans la devise du mouvement : « Faire bien avec rien, faire mieux avec peu et le faire maintenant ».

## Acteur de la filière audiovisuelle et cinéma à La Réunion
À La Réunion, la formation en audiovisuel est très restreinte et la filière cinématographique locale non existante lors de la création de la cellule Kino sur l'île.
L'écran ouvert de Kino Réunion et ses ateliers furent un espace de création, de rencontres et de formation qui ont contribué à faire naitre la première génération de cinéastes réunionnais.